# Karl von Viana

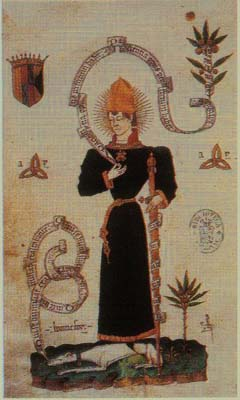
Karl von Viana

Karl von Viana (* 29. Mai 1421 in Peñafiel (Kastilien); † 23. September 1461 in Barcelona) war der Sohn von Johann II. von Aragón und Blanka von Navarra, Tochter und Erbin des Königs Karl III.

## Leben
Im Jahr 1423 wurde Karl zum Fürsten von Viana ernannt. Am 30. September 1439 heiratete er in Olite Agnes von Kleve, Tochter von Herzog Adolf von Kleve und Maria von Burgund, und damit eine Nichte von Herzog Philipp dem Guten von Burgund. Agnes starb am 6. April 1448, die Ehe blieb kinderlos.
Sowohl sein Großvater Karl III. als auch seine Mutter Blanka, die Navarra von 1425 bis 1441 regierte, hatten das Königreich Karl hinterlassen, der auch von den Cortes von Navarra als Erbe anerkannt worden war. Als Blanka jedoch im Jahr 1441 starb, übernahm Johann die Regierung alleine und schloss Karl gleichzeitig davon aus. Die Spannungen zwischen Karl und seinem Vater wuchsen, als Johann sich am 1. April 1444 mit Juana Enríquez verheiratete, von der er einen Sohn bekam, den späteren König Aragóns, Ferdinand der Katholische: für Juana war Karl ein Hindernis.
Als Juana Enríquez sich in die internen politischen Angelegenheiten einzuschalten begann, brach im Jahr 1451 ein Bürgerkrieg aus, in dem die Partei der Beaumonteses zu Karl und jene der Agramonteses zu Karls Vater Johann hielt. Karl belagerte Juana Enriquez in Estella, der ihr Gatte zu Hilfe eilte. Trotz der Unterstützung durch Johann II. von Kastilien unterlag Karl noch im Herbst 1451 in der Schlacht bei Aibar. Er geriet in eine fast zweijährige Gefangenschaft und wurde nur unter der Bedingung freigelassen, dass er sich des Königstitels nicht vor dem Tod seines Vaters bedienen würde. Er ging nach Frankreich, wo er vergebens um Unterstützung für sein Anliegen warb, und floh schließlich nach Neapel (1455) an den Hof seines Onkels Alfons V. von Aragón. Als Alfons drei Jahre später starb, wurde Johann König von Aragón und Karl bekam die Krone von Neapel und Sizilien angeboten, die er jedoch ablehnte. Nach der Inaussichtstellung einer Aussöhnung mit seinem Vater kehrte er im Jahr 1459 nach Spanien zurück.
Karl ging in Barcelona an Land und wurde von den Katalanen bejubelt, die gegen Karls Vater Johann II. zu revoltieren beabsichtigten. Dann bat Karl den König Heinrich IV. von Kastilien um die Hand von dessen Halbschwester, der späteren Königin Kastiliens, Isabella. Als Johann II. Karl ins Gefängnis in Lleida  sperren ließ, kam es in Katalonien zu einem Aufstand, der sich schnell so ausbreitete, dass Johann zum Einlenken gezwungen war. Er ließ Karl frei, anerkannte ihn als Erben des Königreichs und machte ihn zum ständigen Gouverneur von Katalonien. Kurze Zeit später, am 23. September 1461, starb Karl in Barcelona. Gerüchte, er sei im Auftrag seiner Stiefmutter vergiftet worden, kamen auf, die Juana Enríquez zur Flucht nach Girona zwangen, wo sie sich unter den Schutz des Bischofs begab.

## Werk
Karl von Viana war neben seinen politischen Ambitionen ein kulturell interessierter Adliger. Er übersetzte Aristoteles‘ Ethik ins Spanische (die Veröffentlichung erfolgte 1509 in Saragossa) und schrieb 1452 in der Haft eine Chronik der Könige von Navarra, die Cronica de los reyes de Navarra.

## Nachkommen
Karl blieb ohne legitime Nachkommen, hatte jedoch eine Reihe von unehelichen Kindern, darunter 
- Anna (* 1451; † 1477)[2] ⚭ Luis de la Cerda y de la Vega 1. Herzog von Medinaceli, † 1501
- Philipp (* 1456; † 1488) Graf von Beaufort, Erzbischof von Palermo (1474–1485), Großmeister des Ordens von Montesa (1484－1488)[3]
- Juan Alonso (* 1459 † 1529) Bischof von Huesca (1484–1526)